# ヘンリー・ハーディング (初代ハーディング子爵)
初代ハーディング子爵ヘンリー・ハーディング元帥（英: Field Marshal Henry Hardinge, 1st Viscount Hardinge, GCB PC PC (Ire)、1785年3月30日 - 1856年9月24日）は、イギリスの軍人、政治家、貴族。
陸軍軍人としてナポレオン戦争に従軍した後、トーリー党（保守党）所属の政治家となり、同党政権下で閣僚職を歴任した。1844年から1848年にかけてはインド総督を務め、第一次シク戦争を指揮して勝利し、ペシャワールやカシミールを獲得した。

## 経歴

### 生い立ち
1785年3月30日、スタンホープ教区牧師であるヘンリー・ハーディングの息子として生まれる。母はその夫人フランセス（旧姓ベスト）。

### 軍歴
1799年7月23日、少尉として陸軍クイーンズ・レンジャーズに入隊。1802年3月に第4歩兵連隊の中尉に昇進。1803年7月に第1歩兵連隊、さらに1804年4月には第57歩兵連隊へ移籍した。
1811年に中佐に昇進。ナポレオン戦争に従軍し、1813年6月にはビトリアの戦いに参加し、負傷している。同年7月のピレネーの戦い、同年11月のニヴェルの戦いにも参加した。1815年6月16日のカトル・ブラの戦いでは左腕を失う負傷をした。その2日後のワーテルローの戦いにも参加した。
1821年7月には大佐に昇進。1830年7月には少将に昇進する。

### 政界
1820年から1830年にかけてダーラム選挙区からトーリー党所属の庶民院議員に当選した。1830年にはセント・ジャーマンズ選挙区、1831年にはニューポート選挙区、1832年にはローンセストン選挙区から選出され、貴族院に移籍するまで当選を続ける。
1823年4月にリヴァプール伯爵内閣の補給庁書記官に就任した。続いて1828年6月には第1次ウェリントン公爵内閣の戦時大臣に就任する。1830年7月から11月にかけては閣内大臣としてアイルランド担当大臣に転じる。1841年から1844年にかけては第2次ピール内閣で再び戦時大臣に就任。

### インド総督
1844年5月にインド総督に就任した。当時インドではシク王国との開戦間近という政治情勢になっていたため、新総督には軍人がふさわしいと考えられており、ウェリントン公爵がハーディングを推挙したという経緯だった。
1845年12月より第一次シク戦争の戦端を開き、統制がとれていないシク軍を火力の優位で撃破した。しかしハーディングはパンジャブ併合には踏み切らず、シクを独立国として残しつつ、1846年3月にラホール条約を締結させてペシャワールやカシミール、サトレジ川以南の地の割譲を受けた。シク戦争の勝利はイギリス本国でも高く評価され、ヴィクトリア女王からハーディング子爵位を与えられ、議会からも感謝状が出された。
内政ではガンジス大運河工事を再開させたり、茶の栽培を推進したり、タージマハルはじめ遺跡の保護に努めた。
ハーディングは自分がシク戦争のために総督に据えられたと理解していたので、1846年6月のピール保守党政権崩壊、ラッセルのホイッグ政権誕生を機に辞職しようとしたが、ラッセル首相やイギリス東インド会社役員会から戦果が強固になるまで職に留まるよう慰留されたため、その後もしばらく在職した。シクが条約を履行したことを確認した後の1848年1月に退任した。

### 晩年と死去
1852年中に短期間成立した第1次ダービー伯爵内閣では補給庁長官を務めた。
1852年9月には軍職の陸軍総司令官にも就任した。1854年6月に大将に昇進、さらに1855年10月には元帥に昇進した。
1856年9月24日に死去した。

## 人物・評価
ナポレオン戦争で歴戦し、シク戦争を勝利に導いたため、軍人として第一級の評価を受けている。
尊大な態度を見せず、物静かな性格だったという。

## 栄典

### 爵位
- 1846年5月2日：初代ハーディング子爵 （連合王国貴族爵位）[4]

### 勲章
- 1815年：バス勲章ナイト・コマンダー（KCB）[4]
- 1815年：ゴールド・クロス（英語版）[4]
- 1844年：バス勲章ナイト・グランド・クロス（GCB）[4]

### その他
- 1828年：枢密顧問官（PC）[4]
- 1830年：アイルランド枢密顧問官（英語版）（PC (Ire)）[4]

## 家族
1821年に初代ロンドンデリー侯爵ロバート・ステュアートの娘エミリー嬢と結婚し、彼女との間に第2代ハーディング子爵位を継承するチャールズ・ハーディング以下4子を儲けた。
チャールズの子チャールズ（後の初代ペンズハーストのハーディング男爵）もインド総督を務めている。